# بازیکن سال پی‌اف‌ای
بازیکن سال پی‌اف‌ای (به انگلیسی: PFA Players' Player of the Year) یا بازیکن سال اتحادیه بازیکنان حرفه‌ای انگلستان (یا به‌طور خلاصه بازیکن سال)، جایزه‌ای است که هر ساله به بهترین بازیکن فوتبال انگلستان داده می‌شود. این جایزه از فصل ۷۴–۱۹۷۳ اهدا می‌شود که برنده با رأی اعضای سندیکا بازیکنان «اتحادیه بازیکنان حرفه‌ای انگلستان» (PFA) انتخاب می‌شود. دارنده کنونی این عنوان محمد صلاح از لیورپول است که برای دومین بار در ۹ ژوئن ۲۰۲۲ این جایزه را دریافت کرد.
نخستین برندهٔ این جایزه، نورمن هانتر مدافع باشگاه فوتبال لیدز یونایتد بود. تا پایان سال ۲۰۲۲، تنها مارک هیوز، آلن شیرر، تیری آنری، کریستیانو رونالدو، گرت بیل، کوین دی بروینه و محمد صلاح توانسته‌اند دو بار این عنوان را کسب‌کنند. آنری، رونالدو و دی بروینه تنها بازیکنانی هستند که دو بار متوالی صاحب این عنوان شده‌اند. از بین این ۷ نفر، تنها شیرر توانست با دو تیم مختلف برندهٔ این جایزه شود. اگرچه جایزه جداگانه «بازیکن جوان سال پی‌اف‌ای» برای بازیکنان زیر ۲۳ سال وجود دارد، اما بازیکنان جوان نیز واجد شرایط برای دریافت جایزه بزرگسالان می‌باشند که سه بار این اتفاق افتاده‌است که یک بازیکن هم جایزه برترین بازیکن جوان و هم جایزه بزرگسالان پی‌اف‌ای را در یک فصل به‌دست‌آورد. اندی گری در فصل ۷۷–۱۹۷۶، رونالدو در ۰۷–۲۰۰۶ و گرت بیل در ۱۳–۲۰۱۲؛ همچنین تنها سه بازیکن غیر اروپایی تاکنون این جایزه را دریافت کرده‌اند: لوئیس سوارز (اروگوئه) در فصل ۱۴–۲۰۱۳، ریاض محرز (الجزایر) در فصل ۱۶–۲۰۱۵ و محمد صلاح (مصر) در فصل ۱۸–۲۰۱۷ و ۲۲–۲۰۲۱.
هر سال در فصل بهار، هر بازیکن عضو اتحادیه به دو بازیکن رأی می‌دهد. یک فهرست اولیه در ماه آوریل منتشر می‌شود و برندهٔ این جایزه به همراه دیگر جوایز سالانه پی‌اف‌ای، در مراسمی در لندن اعلام می‌شوند. این جایزه از نگاه بازیکنان بسیار معتبر است؛ به‌طوری‌که تدی شرینگهام در توصیف آن در سال ۲۰۰۱ گفت: «بزرگ‌ترین جایزه شخصی‌ای که می‌توانید در دوران بازی دریافت‌کنید» و جان تری در سال ۲۰۰۵ آن را برای یک بازیکن، «نهایت تقدیر» دانست؛ «تقدیری که برای کسب آن، همکارانی حرفه‌ای به شما رأی می‌دهند که هفته به هفته با آنها بازی می‌کنید».

## برندگان
این جایزه تاکنون (در پایان سال ۲۰۲۲) به ۴۲ برنده مختلف اهدا شده‌است. این جدول، همچنین برندهٔ دیگر جوایز مهم توسط بازیکنان را در فوتبال انگلستان نشان می‌دهد. بازیکن سال انجمن نویسندگان فوتبال انگلستان، (FWA) بازیکن سال از نظر تماشاگران پی‌اف‌ای (FPY)، بهترین بازیکن جوان پی‌اف‌ای (YPY)، جایزه بهترین بازیکن فصل لیگ برتر (PPS) و بازیکن سال فدراسیون طرفداران فوتبال (FSF).

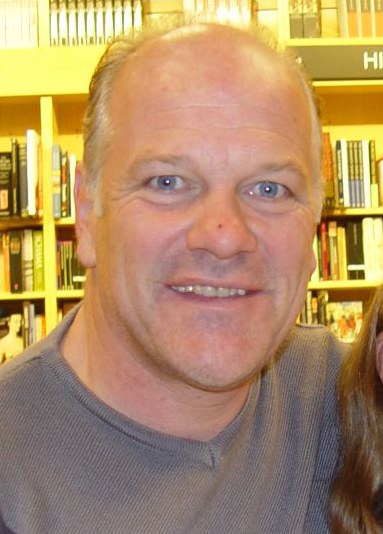
اندی گری نخستین بازیکنی بود که هر دو جایزهٔ بازیکن سال پی‌اف‌ای و بازیکن جوان سال پی‌اف‌ای را یک فصل دریافت کرد.

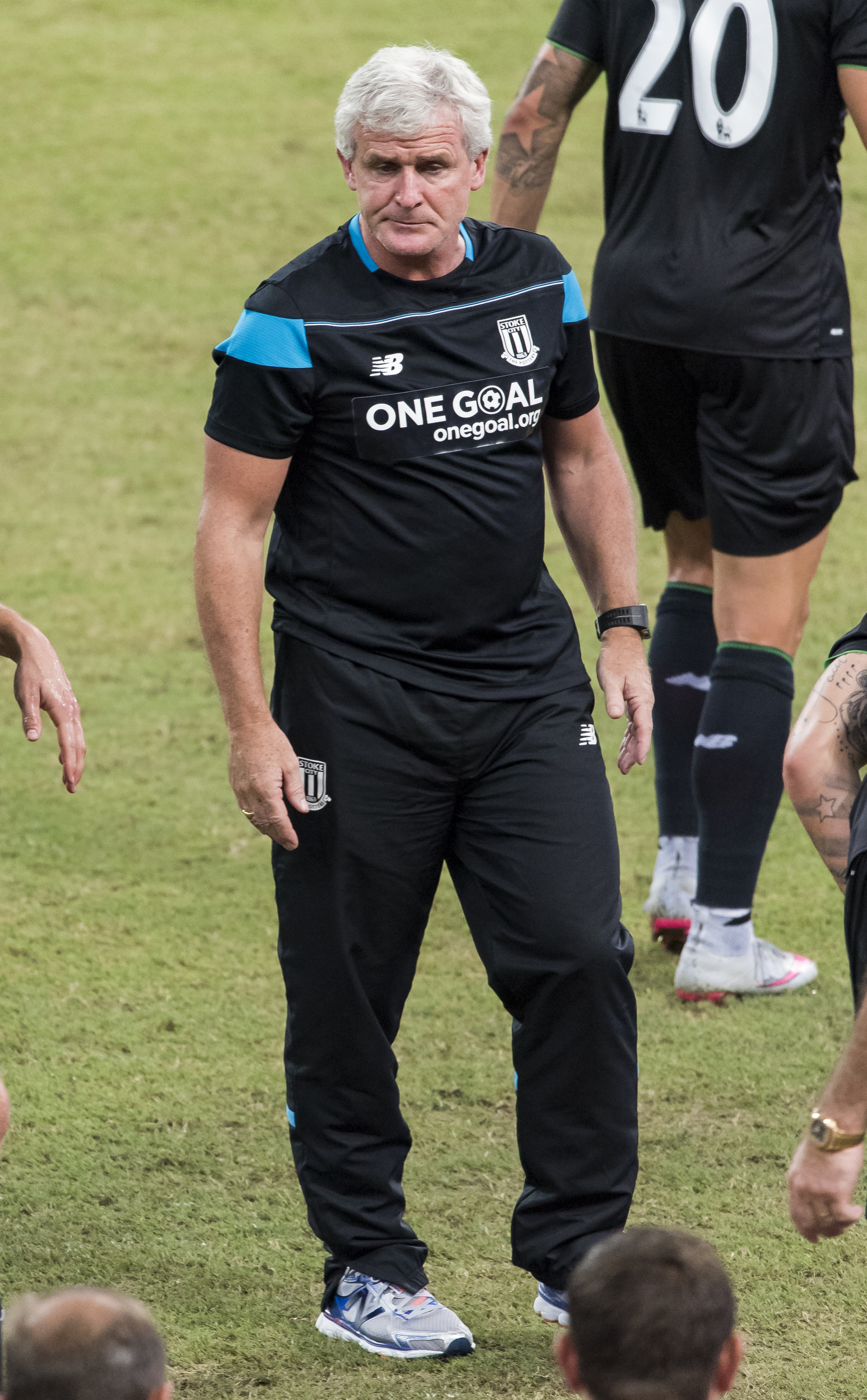
مارک هیوز نخستین بازیکنی که این جایزه را دو بار دریافت کرد.

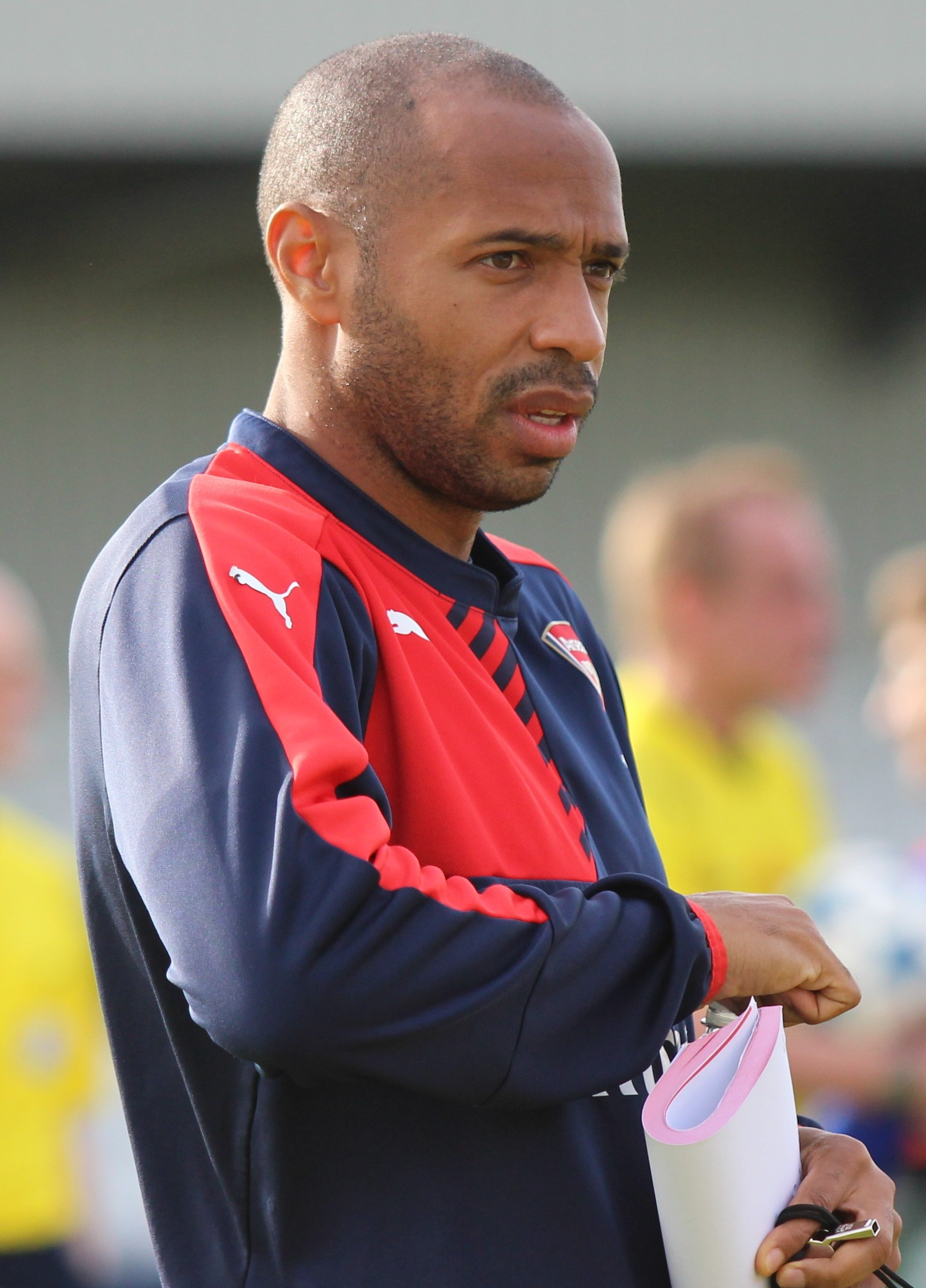
تیری آنری نخستین بازیکنی بود که دو فصل پیاپی این جایزه را دریافت کرد.

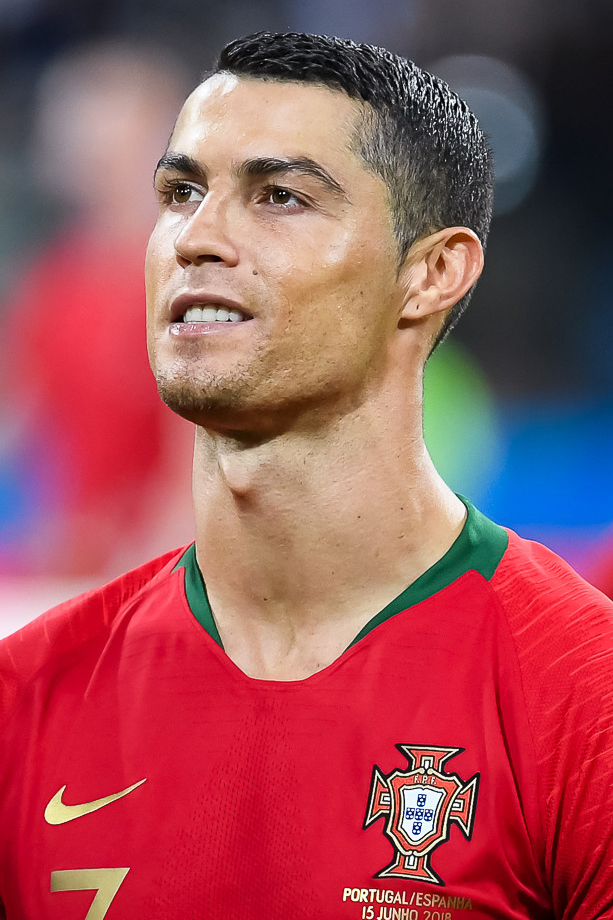
کریستیانو رونالدو دو سال پیاپی این جایزه را دریافت کرد. او همچنین چهار جایزه اصلی را در یک سال دریافت کرد.

| سال       |               | بازیکن            | باشگاه          | جایزه دیگر         | توضیحات/منابع  |
| --------- | ------------- | ----------------- | --------------- | ------------------ | -------------- |
| ۷۴–۱۹۷۳   | انگلستان      | نورمن هانتر       | لیدز یونایتد    |                    | [ ۱۷ ]         |
| ۷۵–۱۹۷۴   | انگلستان      | کالین تاد         | دربی کانتی      |                    | [ ۱۷ ]         |
| ۷۶–۱۹۷۵   | ایرلند شمالی  | پت جنینگز         | تاتنهام هاتسپر  |                    | [ ۱۷ ] [ الف ] |
| ۷۷–۱۹۷۶   | اسکاتلند      | اندی گری          | استون ویلا      | YPY                | [ ب ] [ ۱۷ ]   |
| ۷۸–۱۹۷۷   | انگلستان      | پیتر شیلتون       | ناتینگهام فارست |                    | [ ۱۷ ]         |
| ۷۹–۱۹۷۸   | جمهوری ایرلند | لیام بردی         | آرسنال          |                    | [ پ ] [ ۱۷ ]   |
| ۸۰–۱۹۷۹   | انگلستان      | تری مک‌درموت       | لیورپول         | FWA                | [ ت ] [ ۱۷ ]   |
| ۸۱–۱۹۸۰   | اسکاتلند      | جان وارک          | ایپسویچ تاون    |                    | [ ۱۷ ]         |
| ۸۲–۱۹۸۱   | انگلستان      | کوین کیگان        | ساوت‌همپتون      |                    | [ ۱۷ ]         |
| ۸۳–۱۹۸۲   | اسکاتلند      | کنی دالگلیش       | لیورپول         | FWA                | [ ۱۷ ]         |
| ۸۴–۱۹۸۳   | ولز           | یان راش           | لیورپول         | FWA                | [ ۱۷ ]         |
| ۸۵–۱۹۸۴   | انگلستان      | پیتر رید          | اورتون          |                    | [ ۱۷ ]         |
| ۸۶–۱۹۸۵   | انگلستان      | گری لینکر         | اورتون          | FWA                | [ ۱۷ ]         |
| ۸۷–۱۹۸۶   | انگلستان      | کلایو آلن         | تاتنهام هاتسپر  | FWA                | [ ۱۷ ]         |
| ۸۸–۱۹۸۷   | انگلستان      | جان بارنز         | لیورپول         | FWA                | [ ۱۷ ]         |
| ۸۹–۱۹۸۸   | ولز           | مارک هیوز         | منچستر یونایتد  |                    | [ ۱۷ ]         |
| ۹۰–۱۹۸۹   | انگلستان      | دیوید پلات        | استون ویلا      |                    | [ ۱۷ ]         |
| ۹۱–۱۹۹۰   | ولز           | مارک هیوز         | منچستر یونایتد  |                    | [ ۱۷ ] [ ث ]   |
| ۹۲–۱۹۹۱   | انگلستان      | گری پالیستر       | منچستر یونایتد  |                    | [ ۱۷ ]         |
| ۹۳–۱۹۹۲   | جمهوری ایرلند | پل مک‌گرت          | استون ویلا      |                    | [ ۱۷ ]         |
| ۹۴–۱۹۹۳   | فرانسه        | اریک کانتونا      | منچستر یونایتد  |                    | [ ۱۷ ] [ ج ]   |
| ۹۵–۱۹۹۴   | انگلستان      | آلن شیرر          | بلکبرن روورز    |                    | [ ۱۷ ]         |
| ۹۶–۱۹۹۵   | انگلستان      | لس فردیناند       | نیوکاسل یونایتد |                    | [ ۱۷ ]         |
| ۹۷–۱۹۹۶   | انگلستان      | آلن شیرر          | نیوکاسل یونایتد |                    | [ ۱۷ ] [ چ ]   |
| ۹۸–۱۹۹۷   | هلند          | دنیس برکمپ        | آرسنال          | FWA                | [ ۱۷ ]         |
| ۹۹–۱۹۹۸   | فرانسه        | دیوید ژینولا      | تاتنهام هاتسپر  | FWA                | [ ۱۷ ]         |
| ۲۰۰۰–۱۹۹۹ | جمهوری ایرلند | روی کین           | منچستر یونایتد  | FWA                | [ ۱۷ ]         |
| ۰۱–۲۰۰۰   | انگلستان      | تدی شرینگهام      | منچستر یونایتد  | FWA                | [ ۱۷ ]         |
| ۰۲–۲۰۰۱   | هلند          | رود فان نیستلروی  | منچستر یونایتد  | FPY                | [ ۱۷ ]         |
| ۰۳–۲۰۰۲   | فرانسه        | تیری آنری         | آرسنال          | FWA, FPY           | [ ح ] [ ۱۷ ]   |
| ۰۴–۲۰۰۳   | فرانسه        | تیری آنری         | آرسنال          | FWA, FPY           | [ ح ] [ ۱۷ ]   |
| ۰۵–۲۰۰۴   | انگلستان      | جان تری           | چلسی            |                    | [ ۱۷ ]         |
| ۰۶–۲۰۰۵   | انگلستان      | استیون جرارد      | لیورپول         |                    | [ ۱۷ ]         |
| ۰۷–۲۰۰۶   | پرتغال        | کریستیانو رونالدو | منچستر یونایتد  | FWA, FPY, YPY      | [ خ ] [ ۱۷ ]   |
| ۰۸–۲۰۰۷   | پرتغال        | کریستیانو رونالدو | منچستر یونایتد  | FWA, FPY           | [ ۱۸ ]         |
| ۰۹–۲۰۰۸   | ولز           | رایان گیگز        | منچستر یونایتد  |                    | [ ۱۹ ]         |
| ۱۰–۲۰۰۹   | انگلستان      | وین رونی          | منچستر یونایتد  | FWA, FPY           | [ ۱۱ ]         |
| ۱۱–۲۰۱۰   | ولز           | گرت بیل           | تاتنهام هاتسپر  |                    | [ ۲۰ ]         |
| ۱۲–۲۰۱۱   | هلند          | رابین فن پرسی     | آرسنال          | FWA, FPY           | [ ۲۱ ]         |
| ۱۳–۲۰۱۲   | ولز           | گرت بیل           | تاتنهام هاتسپر  | FWA, FPY           | [ ۲۲ ]         |
| ۱۴–۲۰۱۳   | اروگوئه       | لوییس سوارز       | لیورپول         | FWA, FPY, FSF      | [ د ] [ ۱۷ ]   |
| ۱۵–۲۰۱۴   | بلژیک         | ادن آزار          | چلسی            | FWA                | [ ۲۳ ]         |
| ۱۶–۲۰۱۵   | الجزایر       | ریاض محرز         | لستر سیتی       | FPY                | [ ۲۴ ]         |
| ۱۷–۲۰۱۶   | فرانسه        | انگولو کانته      | چلسی            | FWA                | [ ۲۵ ]         |
| ۱۸–۲۰۱۷   | مصر           | محمد صلاح         | لیورپول         | FWA, FPY, FSF      | [ ۲۶ ]         |
| ۱۹–۲۰۱۸   | هلند          | ویرجیل فن دایک    | لیورپول         | FSF                | [ ۲۷ ]         |
| ۲۰–۲۰۱۹   | بلژیک         | کوین دی بروینه    | منچستر سیتی     | PPS                | [ ۲۸ ]         |
| ۲۱–۲۰۲۰   | بلژیک         | کوین دی بروینه    | منچستر سیتی     |                    |                |
| ۲۲–۲۰۲۱   | مصر           | محمد صلاح         | لیورپول         | FWA, FPY           | [ ۳ ]          |
| ۲۳–۲۰۲۲   | نروژ          | ارلینگ هالند      | منچستر سیتی     | FWA, FPY, PPS, PYS | [ ۲۹ ]         |
| ۲۴–۲۰۲۳   | انگلستان      | فیل فودن          | منچستر سیتی     | FWA, PPS           |                |

## تفکیک برندگان

### بر پایه کشور
| کشور         | تعداد برندگان | سال‌ها |
| ------------ | ------------- | --- |
| انگلستان     | ۱۹            | ۷۴–۱۹۷۳، ۷۵–۱۹۷۴، ۷۸–۱۹۷۷، ۸۰–۱۹۷۹، ۸۲–۱۹۸۱، ۸۵–۱۹۸۴، ۸۶–۱۹۸۵، ۸۷–۱۹۸۶، ۸۸–۱۹۸۷، ۹۰–۱۹۸۹، ۹۲–۱۹۹۱، ۹۵–۱۹۹۴، ۹۶–۱۹۹۵، ۹۷–۱۹۹۶، ۰۱–۲۰۰۰، ۰۵–۲۰۰۴، ۰۶–۲۰۰۵، ۱۰–۲۰۰۹، ۲۴–۲۰۲۳ |
| ولز          | ۶             | ۸۴–۱۹۸۳، ۸۹–۱۹۸۸، ۹۱–۱۹۹۰، ۰۹–۲۰۰۸، ۱۱–۲۰۱۰، ۱۳–۲۰۱۲ |
| فرانسه       | ۵             | ۹۴–۱۹۹۳، ۹۹–۱۹۹۸، ۰۳–۲۰۰۲، ۰۴–۲۰۰۳، ۱۷–۲۰۱۶ |
| هلند         | ۴             | ۹۸–۱۹۹۷، ۰۲–۲۰۰۱، ۱۲–۲۰۱۱، ۱۹–۲۰۱۸ |
| اسکاتلند     | ۳             | ۷۷–۱۹۷۶، ۸۱–۱۹۸۰، ۸۳–۱۹۸۲ |
| ایرلند       | ۳             | ۷۹–۱۹۷۸، ۹۳–۱۹۹۲، ۲۰۰۰–۱۹۹۹ |
| بلژیک        | ۳             | ۱۵–۲۰۱۴، ۲۰–۲۰۱۹، ۲۱–۲۰۲۰ |
| پرتغال       | ۲             | ۰۷–۲۰۰۶، ۰۸–۲۰۰۷ |
| مصر          | ۲             | ۱۸–۲۰۱۷، ۲۲–۲۰۲۱ |
| ایرلند شمالی | ۱             | ۷۶–۱۹۷۵ |
| اروگوئه      | ۱             | ۱۴–۲۰۱۳ |
| الجزایر      | ۱             | ۱۶–۲۰۱۵ |
| نروژ         | ۱             | ۲۳–۲۰۲۲ |

### بر پایه باشگاه
| باشگاه          | تعداد برندگان | سال‌ها                                                                                               |
| --------------- | ------------- | --------------------------------------------------------------------------------------------------- |
| منچستر یونایتد  | ۱۱            | ۸۹–۱۹۸۸، ۹۱–۱۹۹۰، ۹۲–۱۹۹۱، ۹۴–۱۹۹۳، ۲۰۰۰–۱۹۹۹، ۰۱–۲۰۰۰، ۰۲–۲۰۰۱، ۰۷–۲۰۰۶، ۰۸–۲۰۰۷، ۰۹–۲۰۰۸، ۱۰–۲۰۰۹ |
| لیورپول         | ۹             | ۸۰–۱۹۷۹، ۸۳–۱۹۸۲، ۸۴–۱۹۸۳، ۸۸–۱۹۸۷، ۰۶–۲۰۰۵، ۱۴–۲۰۱۳، ۱۸–۲۰۱۷، ۱۹–۲۰۱۸، ۲۲–۲۰۲۱                     |
| آرسنال          | ۵             | ۷۹–۱۹۷۸، ۹۸–۱۹۹۷، ۰۳–۲۰۰۲، ۰۴–۲۰۰۳، ۱۲–۲۰۱۱                                                         |
| تاتنهام هاتسپر  | ۵             | ۷۶–۱۹۷۵، ۸۷–۱۹۸۶، ۹۹–۱۹۹۸، ۱۱–۲۰۱۰، ۱۳–۲۰۱۲                                                         |
| منچستر سیتی     | ۴             | ۲۰–۲۰۱۹، ۲۱–۲۰۲۰، ۲۲–۲۰۲۱، ۲۴–۲۰۲۳                                                                  |
| چلسی            | ۳             | ۰۵–۲۰۰۴، ۱۵–۲۰۱۴، ۱۷–۲۰۱۶                                                                           |
| استون ویلا      | ۳             | ۷۷–۱۹۷۶، ۹۰–۱۹۸۹، ۹۳–۱۹۹۲                                                                           |
| اورتون          | ۲             | ۸۵–۱۹۸۴، ۸۶–۱۹۸۵                                                                                    |
| نیوکاسل یونایتد | ۲             | ۹۶–۱۹۹۵، ۹۷–۱۹۹۶                                                                                    |
| لیدز یونایتد    | ۱             | ۷۴–۱۹۷۳                                                                                             |
| دربی کانتی      | ۱             | ۷۵–۱۹۷۴                                                                                             |
| ناتینگهام فارست | ۱             | ۷۸–۱۹۷۷                                                                                             |
| ایپسویچ تاون    | ۱             | ۸۱–۱۹۸۰                                                                                             |
| ساوت‌همپتون      | ۱             | ۸۲–۱۹۸۱                                                                                             |
| بلکبرن          | ۱             | ۹۵–۱۹۹۴                                                                                             |
| لستر سیتی       | ۱             | ۱۶–۲۰۱۵                                                                                             |